# 駒村圭吾
駒村 圭吾（こまむら けいご、1960年 - ）は、日本の法学者。専攻は、憲法・言論法。学位は、博士（法学）（慶應義塾大学・2000年）。慶應義塾大学法学部教授・大学院法務研究科（法科大学院）教授。

## 経歴
- 1960年、東京都に生まれる。
- 1984年、慶應義塾大学法学部法律学科卒業。
- 1989年、慶應義塾大学大学院法学研究科博士課程単位取得退学。
- 2000年、慶應義塾大学より法学博士の学位を取得[1][2]。
- 2003年、慶應義塾大学法学部助教授。
- 2005年、同教授。
- 2008年から2009年にかけてプリンストン大学研究員。
- 2009年から2010年にかけてハーバード大学研究員[3]。
- 2012年、慶應義塾高等学校校長を兼任[4][5]。
- 2013年　慶應義塾常任理事

## 著書

### 単著
- 『権力分立の諸相──アメリカにおける独立機関問題と抑制・均衡の法理』（南窓社、1999年）
- 『ジャーナリズムの法理──表現の自由の公共的使用』（嵯峨野書院、2001年）
- 『憲法訴訟の現代的転回──憲法的論証を求めて』（日本評論社、2013年）

### 編著・共編著
- （棟居快行・工藤達朗・小山剛・赤坂正浩・石川健治・内野正幸・大沢秀介・大津浩・笹田栄司・宍戸常寿・鈴木秀美・畑尻剛・村田尚紀・宮地基・矢島基美・山元一）『プロセス演習 憲法』（信山社 2004年）
- （小山剛）『論点探究　憲法』（弘文堂、2005年／第2版・2013年）
- （山本龍彦・大林啓吾）『アメリカ憲法の群像──理論家編』（共編著、尚学社、2010年）
- （鈴木秀美）『表現の自由Ⅰ──状況へ』『表現の自由Ⅱ──状況から』（尚学社、2011年）
- 『プレステップ憲法』（弘文堂、2014年）